# Boris Céspedes
Boris Adrián Céspedes (ur. 19 czerwca 1995 w Santa Cruz) – boliwijski piłkarz z obywatelstwem szwajcarskim występujący na pozycji defensywnego lub środkowego pomocnika, reprezentant Boliwii, od 2023 roku zawodnik szwajcarskiego Yverdon Sport.
Jego ojciec pochodzi z Boliwii, a matka ze Szwajcarii.